# Kreis Ostholstein
Der Kreis Ostholstein ist ein Kreis im Land Schleswig-Holstein. Sitz der Kreisverwaltung ist in Eutin.

## Geographie
Das Kreisgebiet umfasst im Wesentlichen den Ostteil der zwischen Kieler Bucht und der Lübecker Bucht in die Ostsee ragenden Halbinsel Wagrien im Schleswig-Holsteinischen Hügelland sowie die ihr vorgelagerte Insel Fehmarn, die durch die Fehmarnsundbrücke im Zuge der Vogelfluglinie mit dem Festland verbunden ist. Die Nachbarkreise sind im Westen der Kreis Plön und der Kreis Segeberg, im Süden die kreisfreie Stadt Lübeck und der Kreis Stormarn. Die höchste Erhebung ist der Bungsberg bei Schönwalde (168 m ü. NN). Der Seegrund des Hemmelsdorfer Sees ist mit 39,10 m unter NN die tiefste Kryptodepression Deutschlands.
Der Kreis Ostholstein bildet mit dem dänischen Storstrøms Amt die Europaregion Fehmarnbelt, in der grenzüberschreitende Vorhaben besonders gefördert werden können.
- Siehe auch: Holsteinische Schweiz, Neustädter Bucht

## Geschichte
Der Kreis Ostholstein entstand am 26. April 1970 im Zuge der Kreisreform in Schleswig-Holstein aus den Kreisen Oldenburg in Holstein und Eutin (ehemaliges Fürstentum Lübeck). Es ist der Kreis in Schleswig-Holstein, in dem der Anteil der amtsfreien Städte und Gemeinden am größten ist. Der Zuschnitt der Gemeinden im Altkreis Eutin hängt mit den Verwaltungsstrukturen im ehemaligen Großherzogtum Oldenburg zusammen.
Die historische Landschaft Ostholstein, der östliche Teil Holsteins, geht über den heutigen Kreis Ostholstein hinaus: Sie umfasst auch den größten Teil des Kreises Plön mit Wagrien; die Begrenzung im Norden und Osten ergibt sich durch die Ostsee, nach Westen hin ist die historische Grenze weniger deutlich; sie ergab sich im Frühmittelalter durch den Limes Saxonicus, einen breiten, kaum besiedelten Landstreifen in Nord-Süd-Richtung von Kiel bis zur Südspitze des Plöner Sees, der die Sprachgrenze zwischen den sächsischen Stämmen im alten Nordalbingien, den drei Gauen Dithmarschen, Holstengau (bevölkert von den Holsten) und Stormarn, sowie den westslawischen Stämmen der Abodriten markierte, die neben der Landschaft Ostholstein auch die Gegend um Lübeck und den Kreis Herzogtum Lauenburg bevölkerten. Die Westgrenze der slawischen Besiedlung, auf die noch heute vielfach Ortsnamen wie Plön, Preetz oder Bosau verweisen, wurde ungefähr durch die Schwentine markiert. Zentrum des slawischen Ostholstein war ein befestigter Fürstensitz in Oldenburg. Im Hochmittelalter unterwarfen die Grafen von Holstein die Slawen und fügten ihre Siedlungsgebiete ihrem Herrschaftsbereich hinzu.

### Einwohnerstatistik

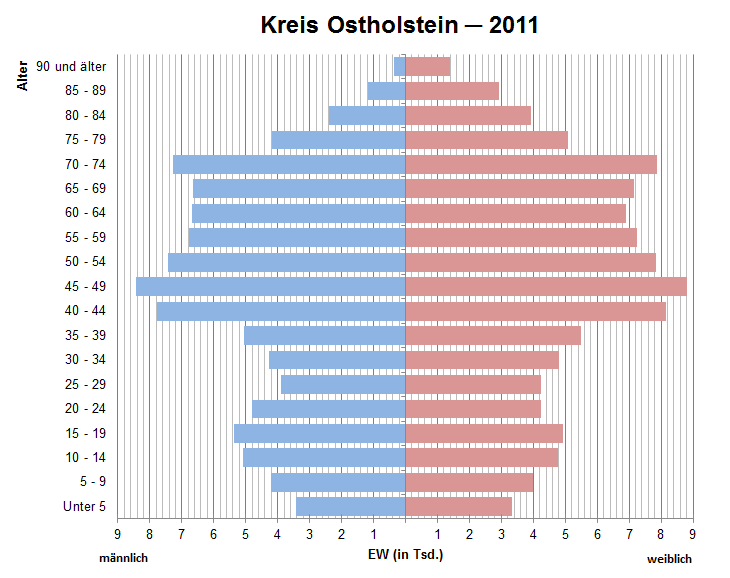
Bevölkerungspyramide für den Kreis Ostholstein (Datenquelle: Zensus 2011)

Die Einwohnerzahlen bis 1970 beziehen sich auf den Gebietsstand am 27. Mai 1970.
| Jahr            | Einwohner |
| --------------- | --------- |
| 1871 (1. Dez.)  | 81.150    |
| 1885 (1. Dez.)  | 79.380    |
| 1895 (2. Dez.)  | 79.620    |
| 1905 (1. Dez.)  | 82.160    |
| 1925 (16. Juni) | 93.260    |
| 1939 (17. Mai)  | 103.950   |
| 1950 (13. Sep.) | 205.720   |
| 1961 (6. Juni)  | 167.710   |

| Jahr            | Einwohner |
| --------------- | --------- |
| 1970 (27. Mai)  | 176.340   |
| 1987 (25. Mai)  | 183.559   |
| 2002 (30. Juni) | 204.143   |
| 2007 (31. Dez.) | 205.688   |
| 2012 (31. Dez.) | 197.882   |
| 2015 (31. Dez.) | 199.574   |
| 2020 (31. Dez.) | 201.487   |

### Konfessionsstatistik
Beim Zensus 2011 waren 57,8 % der Einwohner evangelisch, 6,3 % römisch-katholisch und 36,0 % waren konfessionslos, gehörten einer anderen Glaubensgemeinschaft an oder machten keine Angabe.  Der Anteil der Protestanten und Katholiken an der Gesamtbevölkerung ist seitdem jährlich um rund einen Prozentpunkt gesunken. Gemäß dem Zensus 2022 waren (Stand Mai 2022) 45,6 % der Einwohner evangelisch, 5,9 % katholisch und 48,5 % waren konfessionslos, gehörten einer anderen Glaubensgemeinschaft an oder machten keine Angabe.
Laut kirchlicher Statistik war im Jahr 2018 noch eine absolute Mehrheit (52 %) der Einwohner evangelisch. Mit Stand 30. April 2023 waren es noch 44,4 %, rund 2 % weniger als im Vorjahr. Ende 2023 gab es noch 90.987 evangelische Gemeindeglieder (ca. 43 %), bis 2025 sank deren Zahl auf 87.000.

## Politik

### Kreistag
Der Kreistag umfasst 61 Sitze und tagt in der Kreisstadt Eutin. Die Kreistagswahl am 14. Mai 2023 führte zu folgenden Ergebnissen:
| Kreistagswahl Ostholstein 2023Wahlbeteiligung: 48,8 % 403020100 38,1 %20,6 %16,2 %8,8 %7,6 %7,4 %0,9 %n. k. %n. k. %0,4 % CDUSPDGrüneAfDFWeFDPBasisFWGhLinkeSonst.jGewinne und Verlusteim Vergleich zu 2018 %p 6 4 2 0 −2 −4 −6+0,6 %p−4,2 %p± 0,0 %p+2,8 %p+4,9 %p−0,1 %p+0,9 %p−4,3 %p−0,6 %p± 0,0 %pCDUSPDGrüneAfDFWFDPBasisFWGLinkeSonst.Anmerkungen:e Freie Wählerh Freie Wählergemeinschaft Ostholsteinj 2023: EB Kienitz; 2018: Unabhängig für Ostholstein (ufoh): 0,4 %, DKP: 0,0 % | Sitzverteilung im Kreistag Ostholstein seit 2023Insgesamt 65 Sitze - SPD: 13 - Grüne: 10 - FW: 5 - FDP: 5 - CDU: 25 - Basis: 1 - AfD: 6 |

Ergebnisse vergangener Wahlen zeigt folgende Tabelle:
| Partei/Liste    | Prozent 1998 | Prozent 2003 | Mandate 2003 | Prozent 2008 | Mandate 2008 | Prozent 2013 | Mandate 2013 | Prozent 2018 | Mandate 2018 | Prozent 2023 | Mandate 2023 |
| --------------- | ------------ | ------------ | ------------ | ------------ | ------------ | ------------ | ------------ | ------------ | ------------ | ------------ | ------------ |
| CDU             | 39,7 %       | 52,6 %       | 28           | 40,2 %       | 28           | 39,8 %       | 24           | 37,5 %       | 23           | 38,1 %       | 25           |
| SPD             | 42,9 %       | 30,0 %       | 16           | 25,8 %       | 17           | 30,3 %       | 18           | 24,8 %       | 15           | 20,6 %       | 13           |
| Grüne           | 5,5 %        | 6,2 %        | 3            | 8,5 %        | 5            | 12,3 %       | 7            | 16,2 %       | 10           | 16,2 %       | 10           |
| AfD             | –            | –            | –            | –            | –            | –            | –            | 6,0 %        | 4            | 8,8 %        | 6            |
| Freie Wähler    | –            | –            | –            | –            | –            | –            | –            | 2,7 %        | 2            | 7,6 %        | 5            |
| FDP             | 4,2 %        | 5,5 %        | 2            | 8,7 %        | 7            | 5,5 %        | 3            | 7,5 %        | 4            | 7,4 %        | 5            |
| dieBasis        | –            | –            | –            | –            | –            | –            | –            | –            | –            | 0,9 %        | 1            |
| Einzelbewerber  | –            | 0,4 %        | –            | –            | –            | 0,1 %        | –            | –            | –            | 0,4 %        | –            |
| FWG Ostholstein | 4,9 %        | 5,2 %        | 2            | 9,6 %        | 5            | 10,3 %       | 6            | 4,3 %        | 3            | –            | –            |
| Die Linke       | –            | –            | –            | 5,5 %        | 3            | 1,8 %        | 1            | 0,6 %        | –            | –            | –            |
| ufoh*           | –            | –            | –            | –            | –            | –            | –            | 0,4 %        | –            | –            | –            |
| DKP             | –            | –            | –            | –            | –            | –            | –            | 0,0 %        | –            | –            | –            |
| NPD             | –            | –            | –            | 1,4 %        | –            | –            | –            | –            | –            | –            | –            |
| FBO             | –            | –            | –            | 0,4 %        | –            | –            | –            | –            | –            | –            | –            |
| OHW             | 2,8 %        | –            | –            | –            | –            | –            | –            | –            | –            | –            | –            |
| Gesamt          | 100 %        | 100 %        | 51           | 100 %        | 65           | 100 %        | 59           | 100 %        | 61           | 100 %        | 61           |
| Wahlbeteiligung | 65,1 %       | 56,0 %       | 56,0 %       | 48,8 %       | 48,8 %       | 47,9 %       | 47,9 %       | 47,0 %       | 47,0 %       | 48,8 %       | 48,8 %       |

* Unabhängig für Ostholstein

### Landrat
Seit Juli 2023 ist Timo Gaarz (CDU) Landrat des Kreises Ostholstein. Er wurde im Februar 2023 als Nachfolger von Reinhard Sager gewählt, der nach 22 Jahren im Amt nicht mehr zur Wahl antrat.
Kreispräsidentin ist Petra Kirner (CDU).

### Wappen
Blasonierung: „In Blau ein wachsender, silberner zweistöckiger Turm, das untere Stockwerk gemauert, mit rundbogiger Toröffnung und mit Zinnen, das obere glatt, zurückspringend und mit beiderseits ausladenden Zinnen; darüber ein goldenes, gleichschenkliges und geradarmiges Tatzenkreuz, oben besteckt mit einer silbernen, oben und unten von silbernen Perlen eingefassten Bischofsmütze mit goldenen fliegenden Bändern.“

### Flagge

Flagge des Kreises Ostholstein

Blasonierung: „Inmitten eines weißen, oben und unten von je einem schmalen roten Streifen begrenzten Feldes das Kreiswappen.“

### Sonstiges
Direkt gewählter Bundestagsabgeordneter für den Bundestagswahlkreis Ostholstein – Stormarn-Nord ist seit 2025 Sebastian Schmidt (CDU). Als weitere Abgeordnete aus Ostholstein zog Bettina Hagedorn (SPD) über den Listenplatz 4 der Landesliste der SPD Schleswig-Holstein in den 21. Deutschen Bundestag ein.

## Wirtschaft
Im Zukunftsatlas 2016 belegte der Kreis Ostholstein Platz 306 von 402 Landkreisen und kreisfreien Städten in Deutschland und zählt damit zu den Regionen mit „Zukunftsrisiken“.
Die Wirtschaft wird vom Tourismus geprägt, vor allem in den Ostseebädern Heiligenhafen, Grömitz, Scharbeutz, Timmendorfer Strand und der Insel Fehmarn.

## Verkehr
Die wichtigste Verkehrsachse durch den Kreis Ostholstein ist die Vogelfluglinie zwischen Hamburg und Kopenhagen mit einer Fährverbindung zwischen Puttgarden auf der Insel Fehmarn und Rødby auf der dänischen Insel Lolland. Der deutsche Teil der Vogelfluglinie ist die Bahnstrecke Lübeck–Puttgarden bzw. die Bundesstraße 207 und das nördliche Ende der Bundesautobahn 1.
Mit der Vogelfluglinie verbunden ist auch die politische Diskussion über die geplante Fehmarnbeltquerung zwischen Fehmarn und Lolland, die eine weitere Verbesserung der Verbindungen zwischen der Metropolregion Hamburg und der Öresundregion bewirken soll.

## Organisationen

### Museen
- Heimatmuseum in Heiligenhafen
- Museum der Stadt Neustadt in Holstein
- Museum Cap Arcona in Neustadt in Holstein
- Ostholstein-Museum in Eutin
- Wallmuseum Oldenburg in Holstein
- Ostseeerlebniswelt Fischerei + Meeresmuseum, Ostsee-Aquarium
- Haus der Natur, Cismar

### Weiteres
- Fahrbücherei im Kreis Ostholstein

## Gemeinden
(Einwohner am 31. Dezember 2024)
| Amtsfreie Gemeinden/Städte | Amtsfreie Gemeinden/Städte | Amtsfreie Gemeinden/Städte |
| --- | --- | -------------------------- |

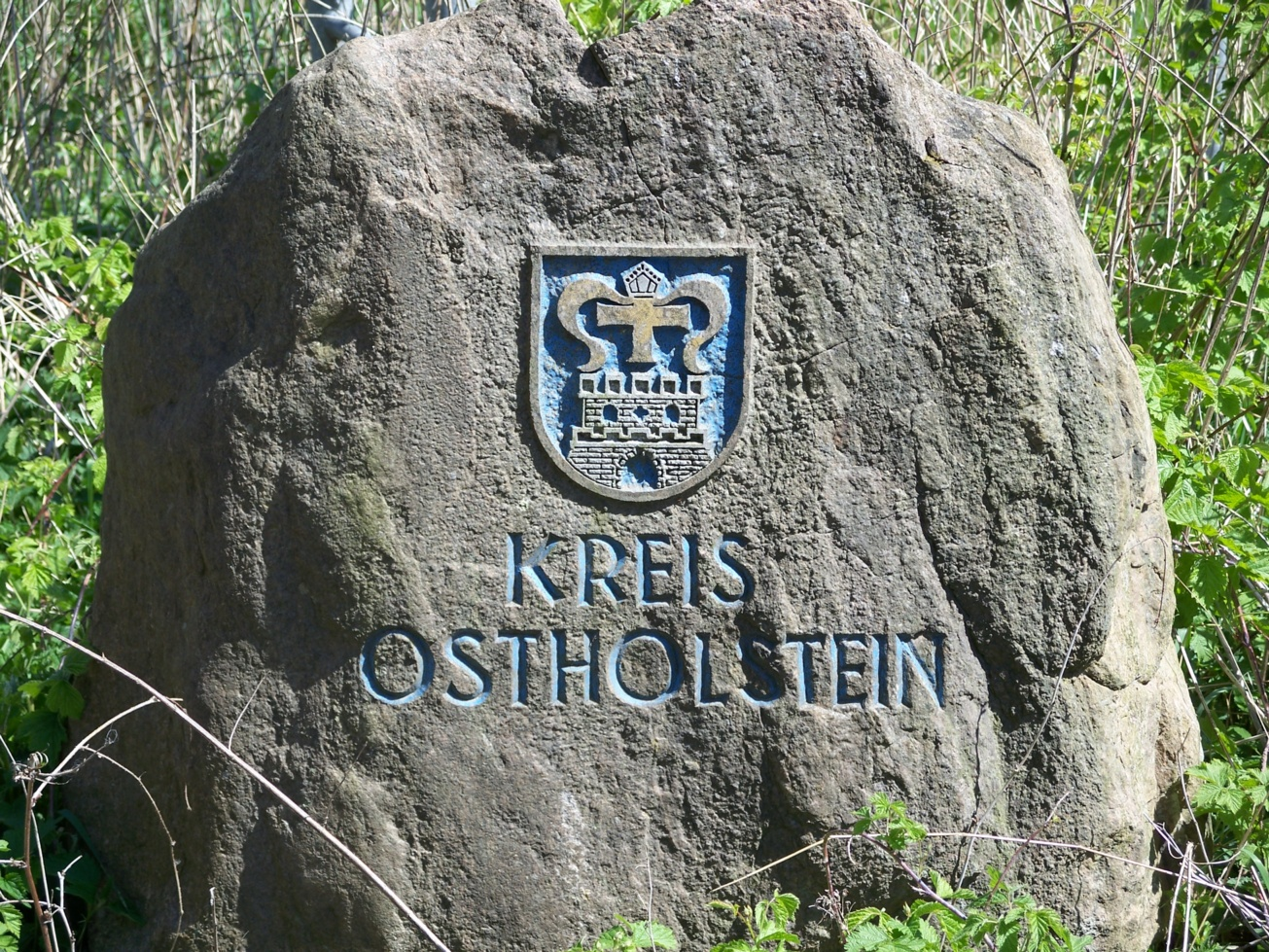
Grenzstein an der Kreisgrenze bei Wulfsfelde (Gemeinde Pronstorf), Kreis Segeberg.

| - 1. Ahrensbök (8092) - 2. Bad Schwartau, Stadt (19.954) - 3. Dahme (Holstein) (1195) - 4. Eutin, Stadt (17.275) - 5. Fehmarn, Stadt (13.200) - 6. Grömitz (6812) - 7. Grube (Holstein) (1124) - 8. Heiligenhafen, Stadt (9484) - 9. Kellenhusen (Ostsee) (1194) | - 10. Malente (10.858) - 11. Neustadt in Holstein, Stadt (15.930) - 12. Oldenburg in Holstein, Stadt (9711) - 13. Ratekau (15.527) - 14. Scharbeutz (11.694) - 15. Stockelsdorf (16.289) - 16. Süsel (4978) - 17. Timmendorfer Strand (8320) |                            |

Ämter mit amtsangehörigen Gemeinden (* = Sitz der Amtsverwaltung)
| - 1. Amt Lensahn (8688) 1. Beschendorf (567) 2. Damlos (613) 3. Harmsdorf (Ostholstein) (703) 4. Kabelhorst (405) 5. Lensahn* (5066) 6. Manhagen (376) 7. Riepsdorf (958) | - 2. Amt Oldenburg-Land (9422) [Sitz: Oldenburg in Holstein] 1. Göhl (Holstein) (1105) 2. Gremersdorf (1605) 3. Großenbrode (2202) 4. Heringsdorf (Ostholstein) (1160) 5. Neukirchen (Ostholstein) (1160) 6. Wangels (2190) | - 3. Amt Ostholstein-Mitte (8352) 1. Altenkrempe (1089) 2. Kasseedorf (1387) 3. Schashagen (1963) 4. Schönwalde am Bungsberg* (2451) 5. Sierksdorf (1462) |

Die Gemeinde Bosau (3373 Einwohner) wird vom Amt Großer Plöner See, Kreis Plön, verwaltet.

## Ehemalige Gemeinden
Die folgenden Gemeinden des Kreises Ostholstein wurden während seines Bestehens in andere Gemeinden eingegliedert:
| Gemeinde                 | eingemeindet nach       | Datum          |
| ------------------------ | ----------------------- | -------------- |
| Avendorf auf Fehmarn     | Landkirchen auf Fehmarn | 1. Januar 1978 |
| Bannesdorf auf Fehmarn   | Fehmarn                 | 1. Januar 2003 |
| Burg auf Fehmarn         | Fehmarn                 | 1. Januar 2003 |
| Dänschendorf auf Fehmarn | Westfehmarn             | 1. Januar 1978 |
| Gleschendorf             | Scharbeutz              | 1. Januar 1974 |
| Haffkrug-Scharbeutz      | Scharbeutz              | 1. Januar 1974 |
| Landkirchen auf Fehmarn  | Fehmarn                 | 1. Januar 2003 |
| Meeschendorf auf Fehmarn | Bannesdorf auf Fehmarn  | 1. Januar 1978 |
| Petersdorf auf Fehmarn   | Westfehmarn             | 1. Januar 1978 |
| Westfehmarn              | Fehmarn                 | 1. Januar 2003 |

## Schutzgebiete
Im Landkreis befinden sich 16 ausgewiesene Naturschutzgebiete (Stand Februar 2017).

## Kfz-Kennzeichen
Bei der Bildung des neuen Kreises wurde am 26. April 1970 das Unterscheidungszeichen OH zugeteilt. Es wird bis heute ausgegeben.

## Beteiligungen
Der Kreis ist Gesellschafter der PD – Berater der öffentlichen Hand.